# Jigme Wangchuck
Jigme Wangchuck (tiếng Dzongkha: འཇིགས་མེད་དབང་ཕྱུག; 1905 – 30 tháng 3 năm 1952) là Druk Gyalpo thứ 2 của Vương quốc Bhutan. Trong thời gian trị vì, nhà vua đã tiến hành các cuộc cải cách về pháp lý và cơ sở hạ tầng. Tuy nhiên dưới triều vua Jigme, Bhutan tiếp tục duy trì chính sách cô lập với hầu hết các nước láng giềng, chỉ thiết lập quan hệ ngoại giao với duy nhất Ấn Độ thuộc Anh.